# Дименгидринат
Дименгидринат (Dimenhydrinatum)*. 8-Хлортеофиллинат b -диметиламино-этилового эфира бензгидрола (димедрола).

## Общая информация
Применяют для предупреждения и купирования проявлений морской и воздушной болезни, при тошноте и рвоте различного происхождения, при болезни Меньера и др.
Назначают внутрь (перед едой) в зависимости от состояния больного по 0,05-0,1 г (1-2 таблетки) 4-6 раз в сутки. Для профилактики воздушной и морской болезни назначают по 1-2 таблетки за полчаса до посадки в самолёт или на корабль.

## Возможные побочные явления
- сухость во рту, носу и горле
- сонливость
- нарушение аккомодации
- покраснение лица
- замедленное и затрудненное дыхание
- спутанность сознания
- судороги (у детей)
- галлюцинации

Эти явления устраняются при уменьшении дозы.

## Хранение
Список Б.

## Форма выпуска
Таблетки 50 мг по 5 или 10 таблеток в блистере.

## Условия хранения
При температуре не выше 25 градусов, в недоступном для детей месте.

## Условия отпуска из аптек
Отпускается без рецепта.